# Gora Chebotarëva
Gora Chebotarëva (englische Transkription von russisch Гора Чеботарёва Gora Tschebotarjowa) ist ein Nunatak im ostantarktischen Mac-Robertson-Land. In den Prince Charles Mountains ragt er an der Westseite des Mount Lanyon auf.
Russische Wissenschaftler benannten ihn. Der weitere Benennungshintergrund ist nicht hinterlegt.